# Una escalera al cielo (Telenovela)
Una escalera al cielo fue una telenovela argentina emitida en 1978

## Guion
La telenovela fue dirigida por Juan David Elicetche y escrita por Ge Fue una novela del año 1978 no 79rardo Galván, autor del género en la década de 1970 y 1980 Un ángel en la ciudad, La sombra, Stefanía y El Rafa.
Elena (Selva Alemán) y Damián (Jorge Mayorano) conforman una feliz pareja de novios de barrio, que sueñan con casarse y compartir una buhardilla a la que se accede por una escalera y desde donde se ve el cielo. Elena trabaja en la empresa de Nora (Merlino) y debido a un accidente en el que Damián atropella a Nora con su auto, la historia da un giro. Nora se enamora de Damián y se rompe la amistad que la unía a Elena, quien se destaca como modelo. Las maldades de Nora van separando a la pareja ,pero no apagan el amor. Una serie de hechos van cambiando la vida de todos, y Nora termina internada con un desequilibrio mental y Damián y Elena pueden "subir por su escalera al cielo". Además de la historia central, se narraban otras historias paralelas que hicieron de esta novela un éxito de la tarde de 1979 y catapultó a la fama a Jorge Mayorano y potenció a Ricardo Darín quien junto a Alicia Zanca también vivían una difícil historia de amor. Una canción de amor  de esta novela era : "Con todo el amor que yo puedo" "Con tutto l'amore che posso" de Claudio Baglioni, cantautor italiano, pero el tema de apertura de "Una escalera al cielo" era "Muñeca de Marzo" interpretado por la orquesta del maestro Raúl Garello. Otros temas musicales dentro de la historia  eran "Paisaje" de Franco Simone y "Sueños" de Peninha.

## Elenco
- Selva Alemán (Elena)
- Jorge Mayorano (Damián)
- Pablo Alarcón (Manuel)
- Alicia Zanca (Dorita)
- Luisa Kuliok (Nina)
- Nora Cullen (Nona)
- Ricardo Darín (Tito)
- Horacio Dener (Mario)
- Silvia Merlino (Nora)
- Perla Santalla (Emilia)
- Elena Tasisto (Ernestina)
- Jorge Morales (Federico)
- Nelly Panizza (Alejandra)
- Gabriela Toscano (Alicia)
- Carmen Vallejo
- Luis Aranda
- Jorge Villalba (Camilo)
- Mónica Santibáñez
- Carlos La Rosa